# L'amore è sempre amore
L'amore è sempre amore este un album lansat de Al Bano cu ocazia participării sale la Festivalul Sanremo 2009.

## Track list
1. Accendi l'anima – 3:42  (Fabrizio Berlincioni, Albano Carrisi, Alterisio Paoletti, Albano Carrisi)
2. Notte e giorno – 4:44  (Albano Carrisi, Romina Power, Oliver Statz, Joachim Horn)
3. Amico fermati – 4:27  (Alterisio Paoletti, Albano Carrisi, Andrea Lo Vecchio)
4. Se tu vorrai – 3:40  (Alterisio Paoletti, Albano Carrisi, Andrea Lo Vecchio)
5. I cigni di Balaka – 3:17  (Albano Carrisi, Willy Molco, Albano Carrisi)
6. Sei la mia luce – 3:58  (Giuseppe Fulcheri, Vincenzo Sparviero, Alterisio Paoletti, Albano Carrisi)
7. Il mondo degli angeli – 3:49  (Maurizio Fabrizio, Romina Power, Oscar Avogadro)
8. Ma perché sei andata via – 4:03  (Romina Power, Albano Carrisi, Cristiano Minellono)
9. Caro amore – 4:22  (Albano Carrisi, Vito Pallavicini, Willy Molco)
10. La canzone di Jas-Bi – 3:50  (Yari Carrisi, Albano Carrisi, Cristiano Minellono)
11. Torneremo a Venezia – 4:23  (Joachim Horn, Oliver Statz, Romina Power, Albano Carrisi)
12. L'amore è sempre amore – 3:51  (Maurizio Fabrizio, Guido Morra)